# Schloss Meudon
Das Schloss Meudon (französisch Château de Meudon) war ein Schloss in Meudon im französischen Département Hauts-de-Seine. 

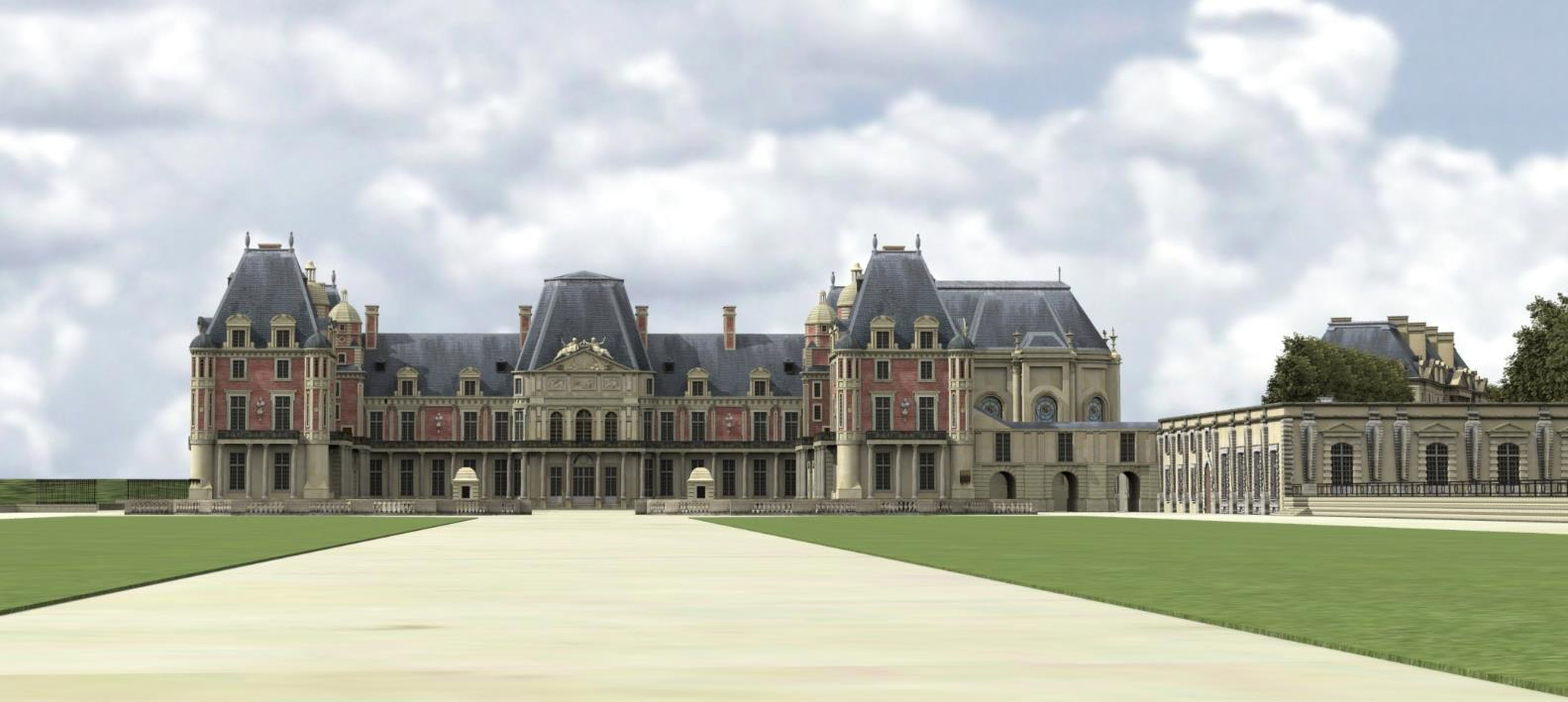
Rekonstruktion des Schlosses

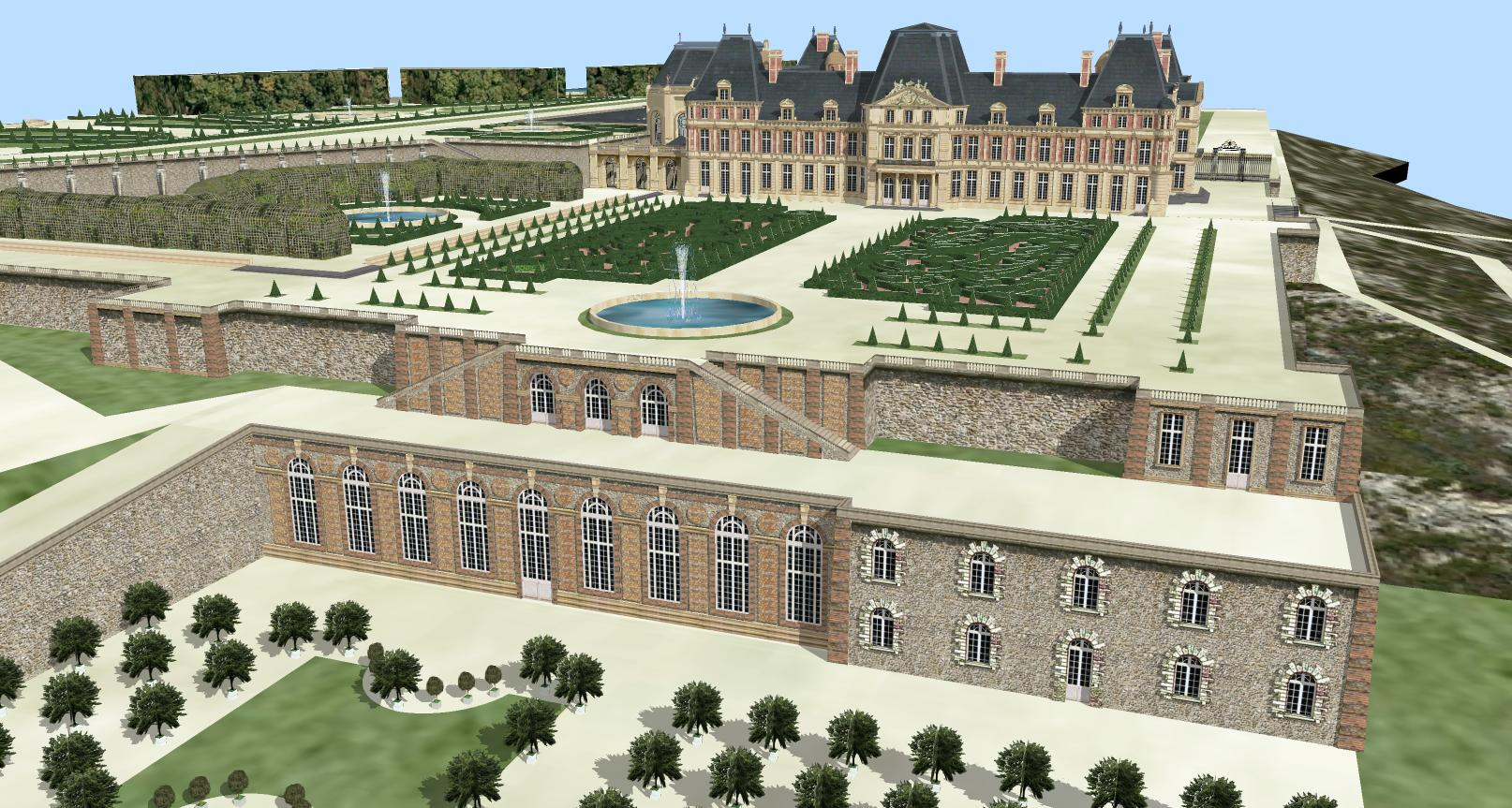
Rekonstruktion der Terrassenanlagen

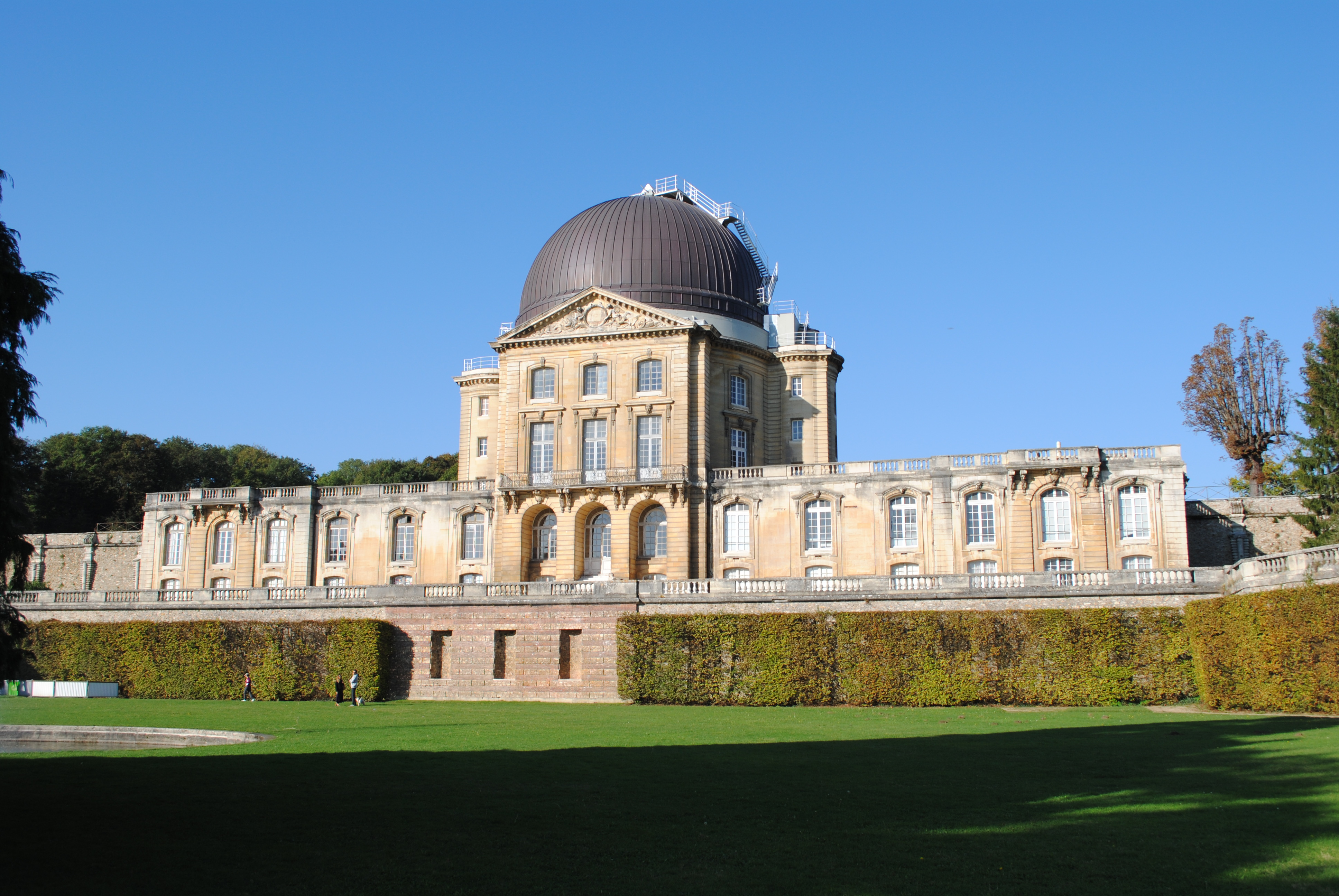
Das Observatorium an der Stelle des Neuen Schlosses

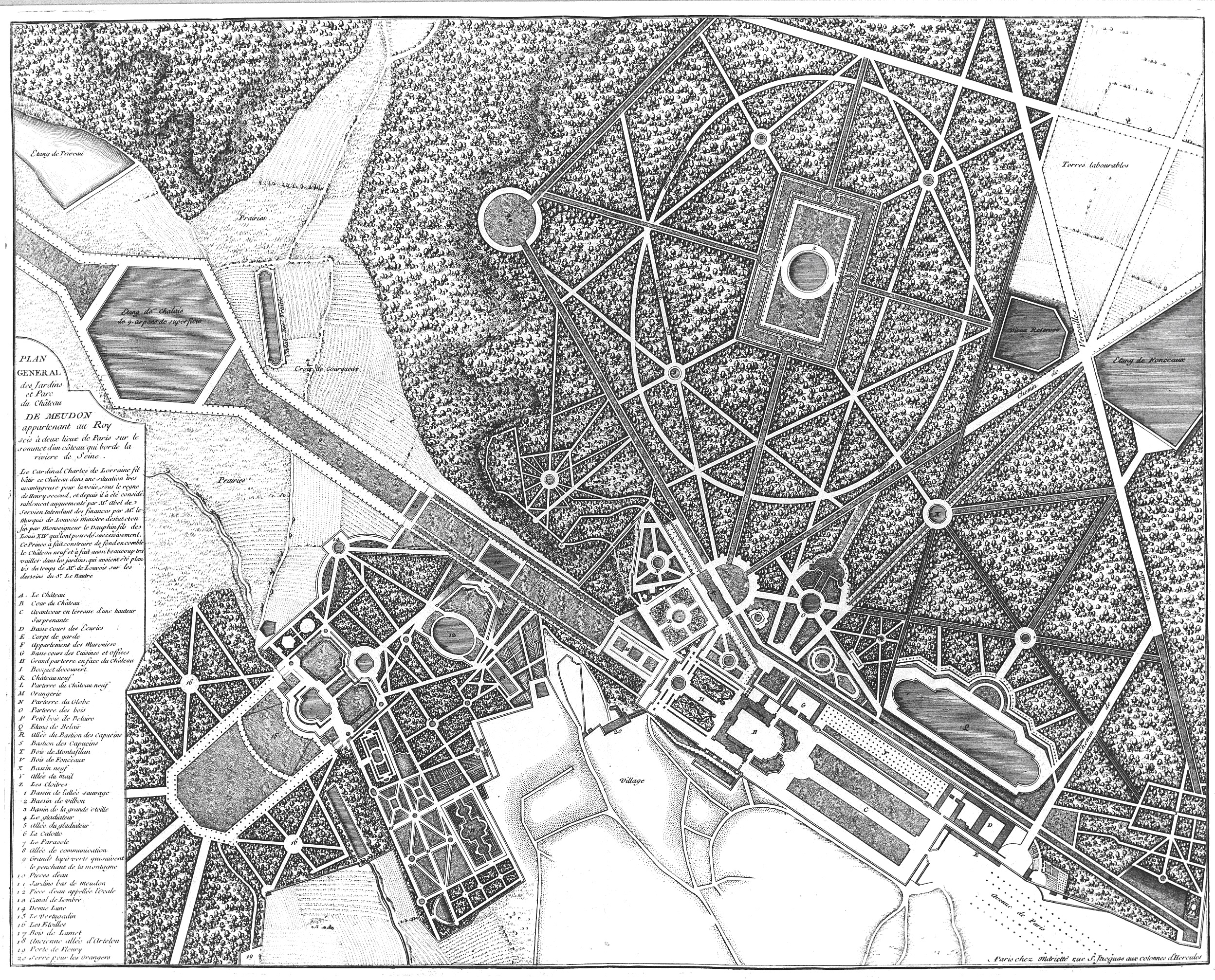
Die Parkanlagen im 17. Jh.

Das Schloss ging auf eine mittelalterliche Burg zurück und wurde im 17. Jahrhundert im Stil des Barocks nach Plänen des Architekten Louis Le Vau erweitert. Es war die Residenz des Marquis de Louvois, dann des Grand Dauphins. 
Letzter ließ bis 1706 durch Jules Hardouin-Mansart das sogenannte Neue Schloss (französisch Château neuf) gleich neben dem alten erbauen. Bekannt sind bis heute insbesondere die großzügigen Parkanlagen des Schlosses. 
Das alte Schloss brannte während der Französischen Revolution 1795 ab. Das Neue Schloss wurde während des französisch-deutschen Krieges bei Kämpfen im Januar 1871 zerstört. Auf seinem Fundament wurde mit Teilen der Originalfassade ein Observatorium errichtet. Die Parkanlagen wurden unter Georges Poisson wiederhergestellt. Der Schlosspark steht schon seit 1937 als Monument historique unter Denkmalschutz. Die heutige Gesamtanlage wurde im April 1972 in die französische Denkmalliste aufgenommen.